# Manfred Hell
Manfred Hell (* 30. August 1956 in  Prüm) ist ein deutscher Unternehmer und Sportfunktionär. Von 1994 bis 2011 war er Vorsitzender der Geschäftsführung des Outdoor-Unternehmens Jack Wolfskin.

## Leben und Karriere
Hell wuchs in der Eifel auf und begann nach dem Abitur 1977 ein Studium der Germanistik, Anglistik und Komparatistik an der Friedrich-Wilhelms-Universität in Bonn.
Vor der Abgabe seiner Promotionsarbeit über Alfred Döblin brach er 1985 sein Studium ab und finanzierte sein Leben als Verkäufer in einem Bonner Fachgeschäft für Bergsportartikel. Dieses gehörte Ulrich Dausien, der 1981 Wolfskin gegründet hatte. Dausien holte Manfred Hell 1988 in die Firmenzentrale nach Frankfurt. Dort wurde er als Direktor für den Export angestellt; wobei der Export erst noch aufzubauen war. Hell begründete deren Lizenzgeschäfte u. a. mit Japan, Großbritannien und der Schweiz.
Nach dem Verkauf von Jack Wolfskin 1991 an einen US-amerikanischen Textilkonzern (Johnson Outdoors) wurde Hell dort 1994 Geschäftsführer. In den Folgejahren erwarb er ab 2002 selbst Unternehmensanteile und expandierte stark mit Franchise-Nehmern. Nach mehreren Eigentümerwechseln war Hell seit 2005 einer von drei Besitzern des Unternehmens; außer ihm waren zwei Private-Equity-Firmen beteiligt. Im Zuge des erneuten Verkaufs von Jack Wolfskin an die Investmentgesellschaft Blackstone im Jahr 2011 stieg Manfred Hell aus dem Unternehmen aus.

## Galerist, Entwicklungshelfer und Fußballfunktionär
Neben seiner Arbeit in der Outdoor-Branche betreibt Hell eine Galerie. Dort sind u. a. Werke seines Freundes Wolfgang Niedecken ausgestellt. Niedeckens Band BAP kooperierte mit Jack Wolfskin als Sponsor von Tourneen.
Gemeinsam mit dem Kinderhilfswerk World Vision und Wolfgang Niedecken gründete Manfred Hell das Kinderschutzprojekt Rebound zur Resozialisierung ehemaliger Kindersoldaten in Uganda.
Der langjährige Fan des Fußballbundesligisten 1. FC Köln ist dort seit Jahren als Sponsor engagiert und war zeitweise Mitglied des Aufsichtsrats der Spielbetriebsgesellschaft 1. FC Köln GmbH&Co. KGaA. Anfang 2012 war Hell in der engeren Auswahl als Kandidat für die vakante Position des FC-Vereinspräsidenten, erklärte jedoch nach einigen Beratungen, für dieses Amt nicht zur Verfügung zu stehen. Nach der Satzungsreform 2013 wurde er in den neu geschaffenen Beirat des Vereins berufen.
Seit einiger Zeit engagiert sich Hell als Vorsitzender von Hertha Bonn 1918 e.V., einem Fußballverein im Bonner Stadtteil Dottendorf.

## Privates
Hell bezeichnet sich selbst als „wertkonservativen Grünen“. Er wohnt in Bonn, ist verheiratet und hat einen Sohn und eine Tochter.